# Enve
Enve és un programa d'animació 2D que pot treballar amb gràfics vectorials o amb mapes de bits. L'aplicació està escrita bàsicament en C++ damunt Qt com a programari de codi obert sota llicència GPL3.

## Característiques
- Suporta múltiples escenes per projecte.
- Importa seqüències d'imatges, arxius de vídeo i àudio.
- Suporta la importació i la vinculació amb el format SVG. Essent compatible amb Inkscape i Javascript.[2]
- Suporta la importació dels formats ORA (OpenRaster) i KRA (Krita)[3]
- Exporta qualsevol format suportat per FFmpeg.
- Permet treballar amb els pinzells de MyPaint de mapes de bits.[4]
- Multiplataforma treballa en Linux, Microsoft Windows i MacOs.[5]

## Història
El creador i desenvolupador principal, Maurycy Liebner, va intentar portar a terme un projecte d'animació 2D el 2016 amb el programari Synfig. Al no acostumar-se al seu flux de treball va decidir engegar un nou projecte amb Qt Creator que inicialment va anomenar AniVect.